# Swartzieae
Tông Thermopsideae là một tông thực vật thuộc họ Fabaceae.
Các chi sau đây thuộc tông này theo USDA:
- Aldina Endl.
- Amburana Schwacke & Taub.
- Ateleia (DC.) Benth.
- Baphiopsis Benth. ex Baker
- Bobgunnia J. H. Kirkbr. & Wiersema
- Bocoa Aubl.
- Candolleodendron R. S. Cowan
- Cordyla Lour.
- Cyathostegia (Benth.) Schery
- Dupuya J. H. Kirkbr.
- Exostyles Schott
- Fairchildia Britton & Rose[3]
- Harleyodendron R. S. Cowan
- Holocalyx Micheli
- Lecointea Ducke
- Mildbraediodendron Harms
- Swartzia Schreb.
- Trischidium Tul.
- Zollernia Wied-Neuw. & Nees

## Hình ảnh

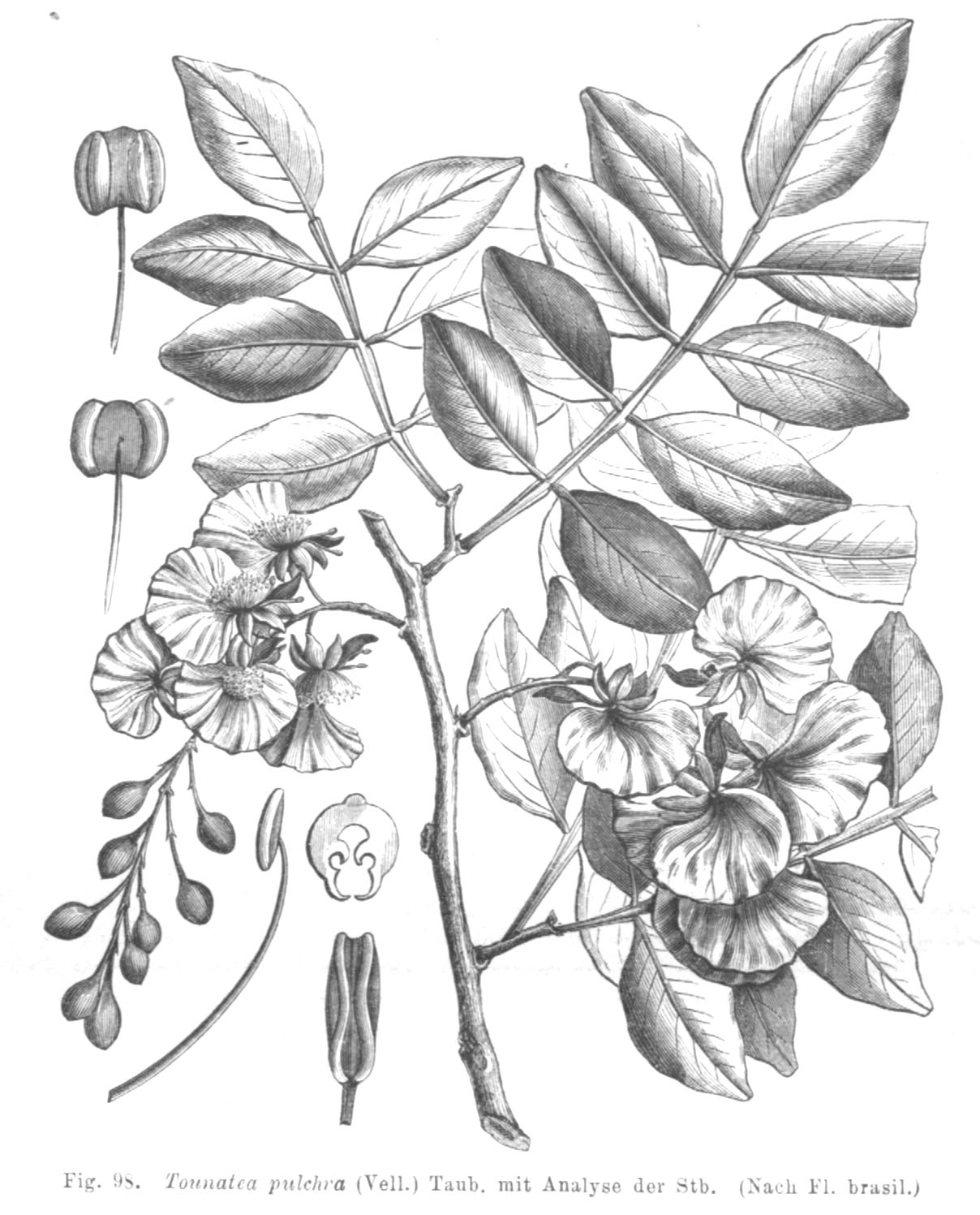
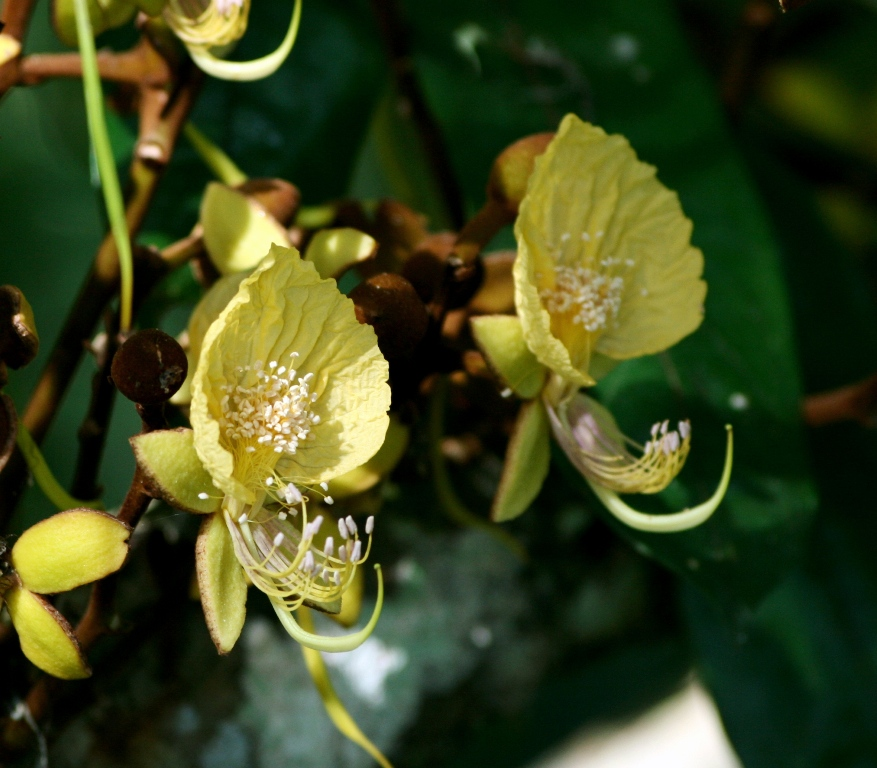